# Paradiso - Canto sesto

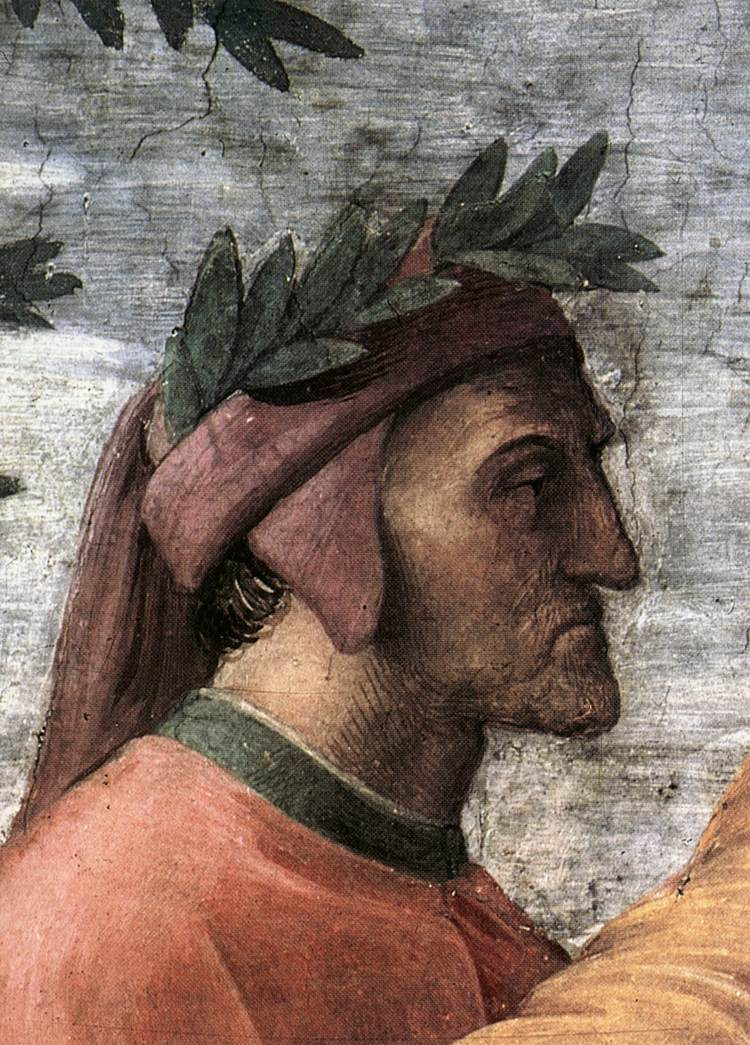
Ritratto di Dante Alighieri nel Parnaso

Il  sesto canto del Paradiso di Dante Alighieri si svolge nel cielo di Mercurio, dove risiedono le anime di coloro che si attivarono per conseguire fama e onori terreni; siamo nel pomeriggio del 13 aprile 1300, o, secondo altri commentatori, del 30 marzo 1300.

## Incipit
(Anonimo commentatore dantesco del XIV secolo)

## Sintesi del canto
L'anima cui Dante si è rivolto nel canto precedente chiedendogli chi fosse e perché si trovasse in quel luogo è quella di Giustiniano (483-565), uno degli spiriti che operarono il bene per conseguire la gloria terrena. Egli parla della propria vita e della storia del potere imperiale (simboleggiato dall'aquila), spiegando come l'impero romano sia stato voluto da Dio per essere strumento della Redenzione e deplorando l'attuale decadenza causata dalle lotte tra guelfi e ghibellini. Terminato il discorso, egli presenta a Dante Romeo di Villanova (1170-1250).

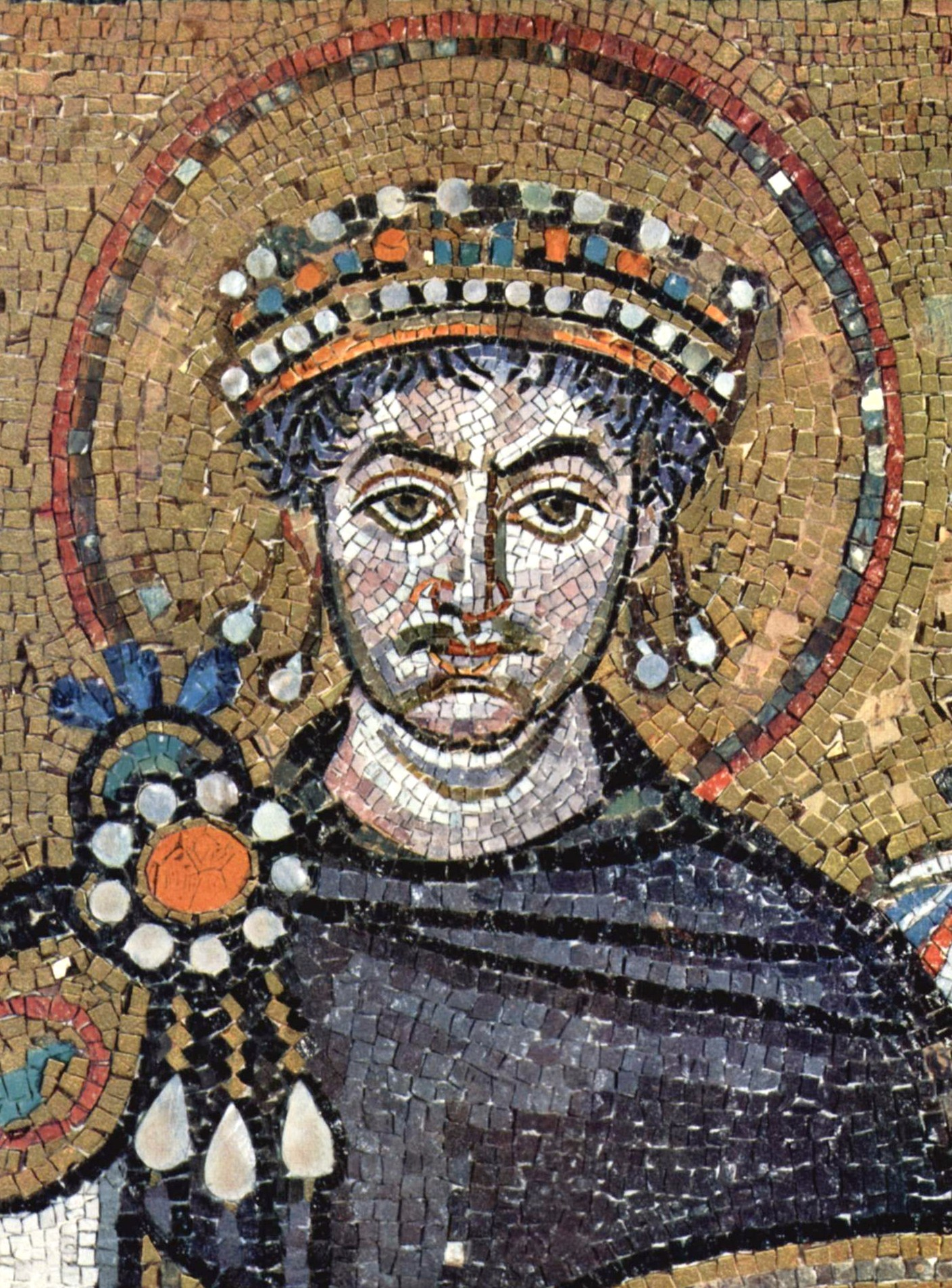
Giustiniano nel mosaico di San Vitale a Ravenna.

## Temi e contenuti

### Giustiniano - vv. 1-27
L'imperatore Giustiniano parla di sé e di come l'aquila imperiale sia giunta nelle sue mani dopo più di duecento anni da quando Costantino aveva trasferito la capitale da Roma a Bisanzio. 
L'anima ricorda quali sono gli eventi che hanno più profondamente marcato la sua vita terrena: egli riordinò e arricchì le leggi romane nel Corpus Iuris Civilis, si convertì al Cristianesimo, abbandonando l'eresia monofisita, per merito di papa Agapito (pontefice tra il 535 e il 536) e rese possibile l'espansione del proprio regno grazie all'opera del suo abile generale Belisario.

### Storia e funzione dell'Impero - vv. 28-96
Questa sezione del canto è una digressione di Giustiniano sulla storia dell'Impero: per più di trecento anni, l'aquila imperiale era rimasta ad Albalonga, poi passò ai Romani, che la conservarono sia durante il periodo monarchico che in quello repubblicano, per poi giungere all'era imperiale, quando l'aquila passò da Augusto, che riportò la pace dopo anni e anni di guerre, a Tiberio, sotto il cui regno era morto Cristo per salvare l'intera umanità. Infine, il "segno" arrivò a Carlo Magno, che s'impegnò a difenderlo dalle minacce dei Longobardi.

### La critica a guelfi e ghibellini vv. 97-111
A tal punto, Dante ha potuto comprendere bene quant'aquila imperiale sia sacra e perciò, secondo lo spirito, non gli sarà difficile capire come siano prive di senso le lotte tra guelfi e ghibellini: i primi, sostenitori del papa, vogliono sostituire al "segno" i "gigli gialli" emblema della Francia e degli Angioini, mentre i secondi vogliono "rubare" le insegne imperiali e ridurre quel simbolo universale al misero marchio di una fazione politica.

### Le anime di Mercurio - vv. 112-126
Giustiniano rivela che le anime situate nel cielo di Mercurio sono quelle di coloro che in terra agirono bene per ottenere gloria e fama; per questo, per non essersi indirizzate subito al bene divino, esse occupano un cielo così basso rispetto all'Empireo, ma ciò non significa che la loro felicità sia imperfetta.

### Romeo di Villanova - vv. 127-142
Giustiniano presenta a Dante Romeo di Villanova (1170-1250), un umile pellegrino che divenne fidato consigliere del conte di Provenza Raimondo Berengario IV. Per alcune false e infamanti calunnie, però, Romeo dovette lasciare la corte e tornò a vivere poveramente la sua vecchiaia, accusato di un tradimento di cui in realtà era innocente: "Se le persone sapessero quanta dignità egli dimostrò con tale gesto, lo loderebbero ancora di più di quanto già non facciano″, conclude lo spirito di Giustiniano. 
Molto probabilmente, come accade di frequente in Dante, si tratta di una leggenda. Il nome di Romeo, exul immeritus così come Dante stesso si definiva, deriverebbe etimologicamente da "Romam eo", letteralmente "vado a Roma", da cui si ricaverebbe il motivo del pellegrinaggio di Romeo di Villanova.

## Analisi del canto
Qui Dante prosegue e porta a compimento la simmetria per cui il sesto canto di ogni cantica della Divina Commedia tratta l'argomento politico. In particolare, nel sesto canto del Paradiso Dante conclude la sorta di climax ascendente cui ha dato vita: nell' Inferno, il Poeta parla insieme a Ciacco della corruzione e della svergognatezza che dilagano a Firenze, che, essendo una città, costituisce a livello spaziale un nucleo piuttosto ristretto; nel Purgatorio, poi, la prospettiva di Dante si amplia ed egli discute con Sordello di come l'Italia sia stata del tutto abbandonata sia dal potere spirituale che da quello temporale; infine, nel Paradiso, il Poeta allarga ancora di più la sua visione, portandola a una dimensione che ai suoi tempi poteva considerarsi universale: Dante parla con Giustiniano dell'Impero in generale e delle lotte che gli impediscono di realizzarsi, cosa che procurava non poca sofferenza al Poeta, secondo cui non esisteva miglior forma di governo dell'impero.
Si è notato tuttavia che individuare uno stretto legame tra la tematica politica e il sesto canto di ciascuna cantica possa costituire un errore di superficialità, in quanto brevi e lunghe digressioni sulla situazione politica del tempo sono presenti in gran parte degli altri canti di tutta l'opera dantesca. Potrebbe essere da rifiutare, dunque, l'ipotesi di un climax ascendente in ogni sesto canto della Commedia: risulta vero che nell'Inferno il poeta parla insieme a Ciacco della corruzione e della svergognatezza che dilagano a Firenze, per poi ampliare la prospettiva nel Purgatorio, con Sordello e lo stato di abbandono dell'Italia, e, infine, nel Paradiso, dove discute dell'Impero in generale. Tentare però d'individuare un progetto all'interno dell'Inferno, del Purgatorio e del Paradiso rischierebbe di porre un limite immeritato a un tema così caro al poeta.
Il canto, nella forma particolare della storia dell'aquila imperiale, presenta una sintesi della storia di Roma dalle origini mitiche (Enea) al presente della Roma papale. Il poeta esprime così la sua concezione della storia non come semplice successione di eventi, ma come processo ordinato che trova il suo centro nella venuta di Gesù Cristo, la cui vita e morte si legano inscindibilmente alle istituzioni romane. Rispetto a questo punto centrale della storia, tutti gli eventi precedenti e successivi acquistano un significato che va al di là del loro apparire come gesta virtuose o atti violenti. Proprio su questa interpretazione provvidenzialistica della storia si fonda il giudizio sferzante formulato da Giustiniano sulle lotte fra Guelfi e Ghibellini.
Infine, può essere interessante notare che il canto costituisce un unico e ininterrotto discorso diretto dell'imperatore.